# Géopolitique du golfe de Guinée
La géopolitique du golfe de Guinée considère le golfe de Guinée en tant que territoire partagé ou disputé entre les États. Ce golfe est un espace maritime situé à l’ouest du continent africain ; il inclut généralement huit pays côtiers (bien que ce chiffre puisse varier selon les sources) bordés par l’océan Atlantique : le Ghana, le Togo, le Bénin, le Nigeria, le Cameroun, la Guinée équatoriale, le Gabon et Sao Tomé-et-Principe.
Les eaux du golfe de Guinée abritent de nombreuses ressources. Ses réserves en pétrole lui permettent d'augmenter sa production et engendrent des flux importants, notamment reliés à l'axe maritime proche du golfe[pas clair], lui laissant l'espoir[Qui ?] de devenir pas à pas, malgré les conflits et les pirates, un nouveau centre de gravité énergétique et donc stratégique.

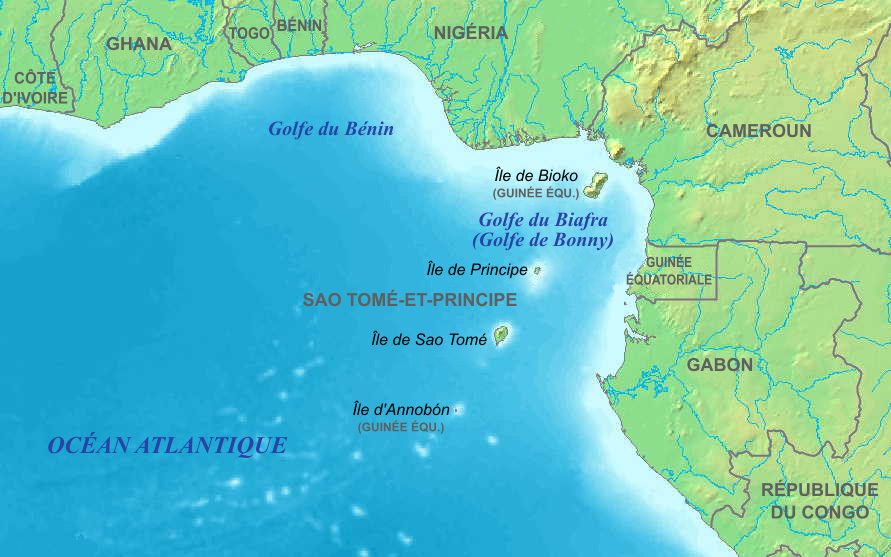
Carte du Golfe de Guinée (Golfe du Bénin + Golfe du Biafra).

## Appropriation de l’espace maritime
Le partage des espaces maritimes est inégal, comme on peut le voir avec l’exemple du Cameroun ou du Nigeria. Pays de superficie relativement proche, ils ne possèdent pas la même surface d’espace maritime : le Cameroun est presque enclavé.
Certains pays veulent étendre leur espace maritime, ce qui donne lieu à de nombreux conflits et désaccords : comme le sol marin est riche en ressources et notamment en hydrocarbures, certains pays se disputent l’appropriation de certains espaces. C’est le cas avec les îles de Bioko et Annobon, qui appartiennent à la Guinée équatoriale. Ces îles sont source de conflits car elles présentent un potentiel énergétique.
Il existe aussi des tensions depuis 30 ans[Quand ?] entre le Gabon et la Guinée équatoriale pour la possession d’îles de la baie de Corisco, comme celle de Mbanié. Les eaux territoriales de ces îles sont riches en hydrocarbures.
Tous les pays du golfe de Guinée producteurs de pétrole veulent agrandir leur zone économique exclusive (ZEE) ce qui entraîne un chevauchement des revendications. Ainsi, le Ghana, le Bénin, le Togo, Sao Tomé-et-Principe et le Nigeria revendiquent la même zone de plateau continental.
Des accords entre les États du golfe de Guinée sont nécessaires pour canaliser les conflits. De nombreux accords ont été passés :
- entre le Nigeria et la Guinée équatoriale le 23 septembre 2000 pour délimiter leurs fonds marins[2] ;
- entre le Nigeria et Sao Tomé-et-Principe en 2001 pour créer une zone conjointe d’exploitation : 60 % des ressources exploitées dans cette zone reviennent au Nigeria et 40 % à Sao Tomé-et-Principe
- entre le Nigeria et le Cameroun en 2002 pour délimiter leur frontière maritime[3] ;
- entre le Gabon et Sao Tomé-et-Principe en 2001 pour délimiter leur frontière maritime ;
- entre la Guinée équatoriale et Sao Tomé-et-Principe en 2001, qui constitue une double délimitation[Laquelle ?].

## Ressources et exploitations

### Gaz
Le gaz  est surtout exploité, par ordre d’importance, par le Nigeria, le Ghana et le Gabon. C’est une des ressources les plus présentes et les plus exploitées du golfe.
À lui seul, le Nigeria a produit en 2008 35 milliards de m3 ; il exporte essentiellement sa production en Europe du Sud ainsi que dans le reste du golfe. 

### Le pétrole
Le pétrole, première ressource du golfe de Guinée, fait de celui-ci la première région pétrolière d’Afrique, avec un des plus grands gisements sous-marins connus au monde : il représente près de 24 milliards de barils de réserves, soit 4,5 % des réserves mondiales de pétrole. En 2012, cette réserve permet une production globale de 5 millions de barils par jour dans le golfe de Guinée, exportée principalement vers les États-Unis, l’Europe, l’Inde, et la Chine (dont 30 % des importations totales de pétrole viennent du golfe du Guinée).
De l’ouest vers l’est, les pays exploitant de pétrole sont le Ghana, le Nigeria, la Guinée équatoriale, et le Gabon. Le Ghana produit 120 000 barils par jour, et cette ressource pourrait représenter pour le pays un gain de 20 milliards de dollars d’ici 2030. Le Nigeria, lui, possède les deux tiers de cette ressource, essentiellement dans les gisements offshore présents dans ses eaux. En revanche, il détourne environ 5 % de cette production vers des marchés parallèles d’Afrique de l’Ouest. Pour la Guinée équatoriale, la découverte d’un gisement offshore dans ses eaux, ainsi que la présence de pétrole près de l’île de Bioko et de celle de Mbanié sont autant de facteurs de croissance pour le pays, qui, avec ses 1,1 milliard de barils de réserve, représentant 89 % du budget de l’État, se trouve être le troisième producteur de pétrole d’Afrique sub-saharienne. Enfin, le Gabon est le 37e producteur mondial, avec près de 234 000 barils tous les 14 jours.

### Autres ressources
Le golfe de Guinée possède également des ressources halieutiques estimées à 1 055 000 tonnes de réserve de poisson, et avec une production aux alentours de 600 000 tonnes par an. 
Mais le golfe recense, à cause de ces ressources, un certain nombre de pêcheurs illicites, et notamment étrangers, qui viennent s’approvisionner sans limite dans le golfe, empêchant les petits pêcheurs locaux de pratiquer correctement leur activité.

## Circulation maritime
L'axe maritime qui dessert le golfe de Guinée est assez important.
Deux pays du golfe pratiquent le système des pavillons de complaisance : la Guinée équatoriale et Sao Tomé-et-Principe, comme leurs voisins le Liberia et le Sierra Leone.
Les flux migratoires sont principalement terrestres et non maritimes. 

### Piraterie
En raison d'une augmentation des échanges maritimes, on peut observer une augmentation significative des attaques pirates. La présence d’hydrocarbures entraîne aussi de nombreuses attaques pirates. 
Le golfe de Guinée constitue en effet une des principales zones de risques en ce qui concerne l’activité pétrolière en mer et les attaques pirates concernent principalement les mers territoriales d’États producteurs de pétrole comme le Nigeria ou le Cameroun. On peut aussi noter des attaques dans les ports. On a recensé 60 attaques en 2011 dans le golfe de Guinée. Avec environ vingt attaques en 2011, le Bénin est le pays du Golfe de Guinée le plus touché par la piraterie. Il y a aussi eu une hausse du nombre d’attaques au Togo et au Bénin.
La piraterie maritime cause d'importantes pertes financières, avoisinant les 2 milliards de dollars chaque année. Les conséquences de telles pertes sont inimaginables pour les populations qui espèrent une amélioration de leurs conditions de vie.[réf. nécessaire] Bien plus, selon le Bureau maritime international, le Golfe de Guinée aurait dépassé le Golfe d'Aden en la matière avec 966 attaques de marins contre 851 attaques au large des côtes somaliennes.
C'est dans cette optique qu'une douzaine de chefs d'État de la Communauté économique des États de l'Afrique centrale (CEEAC) et de la Communauté économique des États de l'Afrique de l'Ouest (CEDEAO), ainsi qu'un nombre important de personnalités de l'UE, de la Commission du Golfe de Guinée (CGG) et de l'ONU se sont penchés sur la question ces 24 et 25 juin 2013 à Yaoundé, la capitale camerounaise. Le sommet dit de Yaoundé a pour but de partager les moyens et les efforts des pays afin d'endiguer le phénomène. Ayant pris conscience de l'urgence du problème, les chefs d'État ont signé un mémorandum d'entente pour lutter contre la piraterie. En outre un code de conduite a été adopté pour la prévention et la répression des actes de piraterie. Enfin, la création d'un centre inter-régional de coordination a été décidée afin de réfléchir sur les moyens de contrecarrer les attaques de pirates et ainsi assurer la sécurisation du golfe de guinée. Le président tchadien Idriss Deby a même plaidé pour la mise sur pied d'une force d'intervention rapide qui patrouillerait au large des côtes, à l'exemple de forces internationales qui ont fait reculer les attaques de pirates dans le golfe d'Aden. 
La sécurité maritime du Golfe est une source de préoccupation majeure pour la communauté internationale, et en premier lieu pour le Danemark. En moyenne, 40 navires danois y navigueraient quotidiennement, représentant une valeur marchandise de près de 10 milliards de couronnes danoises par an. À compter de novembre 2021 et pour une durée de cinq mois, un navire de la marine danoise devrait ainsi être engagé dans le Golfe avec à son bord un hélicoptère SeaHawk et des forces spéciales de la force opérationnelle navale. Le navire aura mission de lutter contre la piraterie, d’apporter son soutien aux navires marchands ou de les « escorter », et au besoin d’aller à leur secours ou d’opérer des sauvetages. 